# Eleccions presidencials dels Estats Units de 1788-1789
Les eleccions presidencials de 1788-1789 foren les primeres eleccions presidencials als Estats Units d'Amèrica. Abans de l'adopció de la Constitució el 1789, als Estats Units no existia la figura del president (encara que n'hi havia un en els Articles de la Confederació, anomenat «President dels Estats Units en l'Assemblea del Congrés», aquest estava més pròxim a l'actual president del Senat).
A tots els efectes, George Washington fou elegit president sense oposició amb 69 vots. Sota el sistema aleshores en vigor, cada electe tenia dos vots, de manera que el president seria el que obtingués el major nombre de vots i el següent seria vicepresident.
En aquell moment, la presidència del Senat encara no existia i el sistema electoral d'aquell temps és diferent del de la majoria d'eleccions següents. Washington era ja molt popular, car presidí amb èxit la Convenció de Filadèlfia i feu que els EUA, que foren debilitats pels Articles de la Confederació, es fessin molt més forts amb la nova Constitució.
Amb 34 vots, John Adams de Massachusetts, acabà en segon lloc en la votació i, com a tal, fou nomenat vicepresident dels Estats Units.